# Непрощённый (фильм, 1992)
«Непрощённый» (англ. Unforgiven) — вестерн режиссёра Клинта Иствуда, вышедший на экраны в 1992 году. Иствуд посвятил ленту памяти режиссёров Дона Сигела и Серджо Леоне. Фильм стал обладателем четырёх премий «Оскар» (из 9 номинаций), двух премий «Золотой глобус» и других наград.

## Сюжет
Биг Виски, Вайоминг, 1880 год. За то, что ковбой со своим другом изрезали ножом лицо проститутке, местный шериф Билл Даггетт требует от них отдать семь лошадей владельцу борделя. Пострадавшая не получает ничего. Возмущенные таким несправедливым решением проститутки собирают в складчину тысячу долларов и предлагают эти деньги любому, кто убьет обидчиков. Слух об этом предложении распространяется по окрестностям и самые разные люди соблазняются возможным заработком.
В Канзасе, на маленькую ферму, где живёт бывший бандит, а ныне бедный фермер Уильям Манни, в одиночку воспитывающий двоих малолетних детей, приезжает молодой паренёк, который называет себя Скофилд Кид. Он предлагает поехать с ним в Биг Виски, чтобы вместе убить двух ковбоев за награду. Манни давно бросил преступное ремесло и даже разучился стрелять и ездить верхом. Сначала он отказывается, однако после некоторого раздумья над положением на ферме — его свиньи болеют, у детей нет никакого будущего — он отправляется вслед за Кидом. Также он заезжает к своему бывшему сообщнику — чернокожему Нэду Логану, который присоединяется к нему. 
Только что прибывшего в Биг Виски, ослабленного простудой Манни, избивает до полусмерти фанатик порядка шериф «Маленький Билл» Даггетт, который тоже когда-то был стрелком, а теперь хочет предотвратить новые убийства из мести, как и в то же время сохранить свою власть над городком, и изгоняет его из города. Другой известный киллер по имени «Англичанин Боб», который также ищет награду, ранее был жестоко избит Даггеттом.
После того, как Манни выздоравливает, он и двое его товарищей выслеживают младшего из двух разыскиваемых ковбоев на работе. Манни стреляет одному из них в живот, от чего тот умирает в муках. Логан понимает, что жизнь стрелка для него наконец окончена. Он покидает группу и едет домой. Однако по дороге его подбирают люди Даггетта и отвозят назад в Биг Виски. Чтобы узнать личность и местонахождение партнёров Логана, шериф избивает его кнутом, пока Логан не умирает от полученных травм. Его труп выставлен «Маленьким Биллом» на улице перед салуном, в качестве устрашающего фактора.
Тем временем, с помощью Манни, Кид встречает второго ковбоя и застреливает его, когда тот беззаботно сидит в туалете. Когда одна из проституток доставляет обещанную награду, Манни узнает о смерти Логана, берёт бутылку, снова превращается в старого пьяницу и стрелка и едет обратно в город, чтобы отомстить за смерть друга. Кид всё ещё находится в шоке от того, что впервые стал убийцей, и Манни отправляет его домой.
Ночью и под проливным дождем, Манни находит шерифа и его помощников в салуне. Дело доходит до перестрелки, в ходе которой Манни убивает «Маленького Билла». Он уезжает из города, чтобы воссоединиться со своими детьми и навсегда покинуть своё разорённое ранчо.

## В ролях
- Клинт Иствуд — Уильям «Уилл» Манни
- Джин Хэкмен — «Маленький Билл» Даггетт
- Морган Фримен — Нэд Логан
- Ричард Харрис — Англичанин Боб
- Джеймс Вулветт[англ.] — Скофилд Кид
- Сол Рубинек — Бошамп, писатель
- Фрэнсис Фишер — Элис
- Анна Левайн — Делайла Фицджеральд
- Шейн Майер — Уильям Манни-младший

## Награды
- 1992 — попадание в десятку лучших фильмов года по версии Национального совета кинокритиков США.
- 1993 — 4 премии «Оскар»: лучший фильм (Клинт Иствуд), лучший режиссёр (Клинт Иствуд), лучший монтаж (Джоэл Кокс), лучшая мужская роль второго плана (Джин Хэкмен). Кроме того, фильм был номинирован ещё в 5 категориях: лучший оригинальный сценарий (Дэвид Уэбб Пиплз), лучшая мужская роль (Клинт Иствуд), лучшая работа художника (Генри Бамстид, Дженис Блэки-Гудайн), лучшая операторская работа (Джек Н. Грин), лучший звук (Лес Фрешолц, Верн Пур, Рик Александр, Роб Янг).
- 1993 — премия BAFTA за лучшую мужскую роль второго плана (Джин Хэкмен), а также 5 номинаций: лучший фильм (Клинт Иствуд), лучший режиссёр (Клинт Иствуд), лучший оригинальный сценарий (Дэвид Уэбб Пиплз), лучшая операторская работа (Джек Н. Грин), лучший звук (Лес Фрешолц, Верн Пур, Рик Александр, Роб Янг, Алан Роберт Мюррей, Уолтер Ньюман).
- 1993 — две премии «Золотой глобус» за лучшую режиссуру (Клинт Иствуд) и за лучшую мужскую роль второго плана (Джин Хэкмен), а также две номинации в категориях «лучший фильм — драма» и лучший сценарий (Дэвид Уэбб Пиплз).
- 1993 — премия Гильдии режиссёров США за лучшую режиссуру художественного фильма (Клинт Иствуд).
- 1993 — номинация на премию Эдгара Аллана По за лучший художественный фильм (Дэвид Уэбб Пиплз).
- 1993 — номинация на премию Гильдии сценаристов США за лучший оригинальный сценарий (Дэвид Уэбб Пиплз).
- 2004 — фильм был включён в Национальный реестр фильмов Библиотеки Конгресса США.
- Списки Американского института кино:
  - 100 лучших американских фильмов за 100 лет по версии AFI (1998) — 98-е место
  - 100 лучших американских фильмов за 100 лет по версии AFI (2007) — 68-е место
  - 10 лучших вестернов — 4-е место

## Факты о фильме
- Приобретя сценарий фильма, Клинт Иствуд ждал около десяти лет до достижения нужного возраста, чтобы сыграть Уильяма Манни[4]
- В 2013 году состоялась мировая премьера японского ремейка «Непрощённого» с Кэном Ватанабэ в главной роли. Фильм поставил корейский режиссёр Ли Санг-иль[5].